# Militaire Karl-Friedrich-Verdienstorde
Deze Orde werd op 5 oktober 1805 door Karl Friedrich, Hertog van Baden, gesticht. De naam Militaire Karl-Friedrich-Verdienstorde (Duits: "Militär-Karl-Friedrichs-Verdienstorden") ook wel "Militärischer Karl-Friedrich-Verdienstorden" genoemd geeft aan dat de Orde voor het leger was bedoeld.

De Orde werd in drie graden voor dapperheid, trouw en loyaliteit ("Anhänglichkeit") verleend. De twee oudste grootkruisen kregen een pensioen van 400 gulden, de drie commandeurs een pensioen van 200 gulden en de drie oudste ridders een pensioen van 100 gulden.
Het lint van de Orde was rood met een brede gele middenstreep en twee smalle witte biezen. Het motto van de Orde was "Für Badens Ehre".

## Graden en versierselen van de Orde
- De grootkruisen droegen het kruis van de Orde aan een breed lint over de linkerschouder (dat wijkt af van de draagwijze van andere Orden van Baden) en de zilveren ster van de Orde. Er werden 41 Grootkruisen benoemd waarvan 9 in de Eerste Wereldoorlog.
- De Commandeurs dragen een kruis van de Orde aan een lint om de hals. Wanneer zij generaal zijn of tot generaal worden benoemd dragen zij ook de ster van de Orde. Er werden 26 Commandeurs benoemd waarvan 8 in de Eerste Wereldoorlog.
- De in 1818 ingestelde Commandeurs der Eerste klasse. Er werden 84 benoemd waarvan 2 in de Eerste Wereldoorlog.
- De Ridders droegen een klein kruis van de Orde aan een lint op de linkerborst. Er werden 806 Ridders benoemd waarvan 288 in de Eerste Wereldoorlog.

Het kruis van de Orde was een kruis van Malta met op het midden een medaillon. De armen van het kruis zijn wit met gouden randen. Onder het kruis is een lauwerkrans gelegd en als verhoging dient een beugelkroon. Het medaillon bevat de gouden initialen van de stichter op een rode achtergrond en het motto van de Orde.
De ster is een niet geëmailleerd zilveren kruis met een griffioen die het wapen van Baden in de rechterpoot houdt in het door het devies van de Orde omcirkelde medaillon.

## Gedecoreerden
- Hermann Göring
- Bruno Loerzer
- Friedrich-Wilhelm Dernen
- Willy Schmelcher

Huisorde van de Trouw · 
Militaire Karl-Friedrich-Verdienstorde · 
Orde van Berthold de Eerste ·
Orde van Berthold de Eerste van Zähringen · 
Orde van de Leeuw van Zähringen ·
Herinneringskruis voor de Veldtocht van 1870/71
Zie ook: Ridderorden in Baden · Onderscheidingen in Baden